# 27478 Kevinbloh
27478 Kevinbloh è un asteroide della fascia principale. Scoperto nel 2000, presenta un'orbita caratterizzata da un semiasse maggiore pari a 2,5182013 UA e da un'eccentricità di 0,0219085, inclinata di 4,94593° rispetto all'eclittica.